# Neopetrobia karasiensis
Neopetrobia karasiensis är en spindeldjursart som beskrevs av Meyer 1974. Neopetrobia karasiensis ingår i släktet Neopetrobia och familjen Tetranychidae. Inga underarter finns listade i Catalogue of Life.